# Roscoe Hillenkoetter
Roscoe Henry Hillenkoetter (ur. 8 maja 1897 w St. Louis, zm. 18 kwietnia 1982 w Nowym Jorku) – amerykański wojskowy,  wiceadmirał United States Navy, pierwszy dyrektor Centrali Wywiadu (DCI) po przekształceniu Centralnej Grupy Wywiadu (Central Intelligence Group – CIG) w Centralną Agencję Wywiadowczą (Central Intelligence Agency – CIA), stanowisko sprawował od 1 maja 1947 do 7 października 1951.

## Życiorys
Urodził się w St. Louis w stanie Missouri. W 1919 ukończył Akademię Marynarki Wojennej Stanów Zjednoczonych. W późniejszych latach był asystentem attaché morskiego w ambasadzie Stanów Zjednoczonych w Paryżu (1933–1935, 1938–1940 i 1940–1941 – rząd Vichy). Po zajęciu Francji przez Niemców pomagał osobom ściganym przez okupanta w ucieczkach za granicę.
7 grudnia 1941 podczas japońskiego ataku na Pearl Harbor, po którym Stany Zjednoczone przystąpiły do II wojny światowej, był zastępcą dowódcy pancernika USS „West Virginia”. W czasie nalotu znajdował się na pokładzie okrętu i został ranny.
We wrześniu 1942 mianowano go dowódcą Centrum Wywiadu na obszar Pacyfiku (Intelligence Center Pacific Ocean Area – ICPOA) w Pearl Harbor. Zastąpił kontradmirała Josepha J. Rocheforta, jednego z najzdolniejszych kryptoanalityków US Navy, który nadał kierował Wywiadem Łączności Marynarki Wojennej (Navy Communication Intelligence) na obszarze Oceanu Spokojnego. Hillenkoetter bardzo rozbudował podległą sobie jednostkę, w skład której wszedł również utworzony przez Rocheforta Oddział Radiowy Pacyfiku (Fleet Radio Unit Pacific). Funkcję tę pełnił do wiosny 1943.
W latach 1943–1944 dowodził okrętem-bazą dla niszczycieli. W listopadzie 1945 w randze komandora objął dowodzenie pancernikiem USS „Missouri”, jedno z najbardziej prestiżowych stanowisk dowódczych w US Navy. W listopadzie 1946 awansował do stopnia kontradmirała i mianowany został attaché morskim Stanów Zjednoczonych w Paryżu. Pozostawał tam do chwili odwołania przez prezydenta Harry'ego Trumana w 1947, w związku z nominacją na dyrektora Grupy Centrali Wywiadu (CIG), bezpośredniej poprzedniczki CIA. 1 maja 1947, na podstawie ustawy o bezpieczeństwie narodowym (National Security Act), został mianowany dyrektorem Centrali Wywiadu (DCI), a zarazem szefem powołanej do życia CIA. Nominowano go ponownie 24 listopada w związku ze zmianami w treści ustawy, co 8 grudnia zatwierdził Senat Stanów Zjednoczonych.
W chwili objęcia przez niego stanowiska dyrektora, agencja, której personel składał się w znacznej mierze z weteranów wojennego Biura Służb Strategicznych (OSS), nie miała jeszcze skonkretyzowanej koncepcji swojej roli, ani też metod i celów działania. Wiele z tych spraw wyjaśniło się, gdy Hillenkoetter został poinformowany przez doradcę, że nowo powstała Rada Bezpieczeństwa Narodowego (National Security Council) przyznała CIA szeroki zakres kompetencji. Za jego kadencji agencja przeżyła też pierwszy kryzys wewnętrzny. Prezydent Harry Truman wydawał się kompletnie zaskoczony przekroczeniem przez wojska północnokoreańskie granicy Korei Południowej i wybuchem wojny koreańskiej 25 czerwca 1950. Tymczasem już nazajutrz, w wywiadzie udzielonym „New York Timesowi”, Hillenkoetter oświadczył z naciskiem, że CIA wiedziała, iż „(...) rozwój sytuacji w Korei wskazywał na rozpoczęcie inwazji w tym lub przyszłym tygodniu”. Sugerowało to niedwuznacznie, że poinformowany o biegu wydarzeń Truman zignorował ostrzeżenia. CIA wiedziała o koncentracji koreańskich sił na granicy, ale nie miała żadnych informacji, które pozwoliłyby określić intencje polityczne Korei Północnej. W październiku 1950 Hillenkoetter odszedł ze stanowiska DCI i przyznano mu dowództwo nad eskadrą krążowników i niszczycieli wydzieloną do obrony Tajwanu, na stanowisku DCI zastąpił go Walter Bedell Smith. W kwietniu 1956 otrzymał awans na stopień wiceadmirała i objął funkcję inspektora generalnego Marynarki Wojennej.
W 1957 przeszedł w stan spoczynku i zamieszkał w Weehawken w stanie New Jersey. W latach 1958–1959 był dyrektorem linii żeglugowej American Banner, a w 1962 został wiceprezesem nowojorskiej firmy budowlanej Hegeman-Harris. Zmarł 18 kwietnia 1982 w szpitalu Mount Sinai w Nowym Jorku. Został pochowany na Cmentarzu Narodowym w Arlington.

## Odznaczenia
- Legia Zasługi
- Brązowa Gwiazda
- Purpurowe Serce
- Nicaraguan Campaign Medal
- American Defense Service Medal
- American Campaign Medal
- Asiatic-Pacific Campaign Medal
- Medal Zwycięstwa II Wojny Światowej
- Medal Okupacyjny Marynarki Wojennej
- Korean Service Medal – trzykrotnie
- United Nations Korea Medal (ONZ)
- Prezydencki Medal Zasługi (Nikaragua)